# Бенедикт Джозеф Фенвик
Бенеди́кт Джо́зеф Фе́нвик (англ. Benedict Joseph Fenwick; 3 сентября 1782, Леонардтаун, Мэриленд — 11 августа 1846, Holy Cross Church, Boston) — американский католический епископ иезуит и ординарий архиепархии Бостона с 1825 по 1846. Основатель Колледжа Святого Креста в Вустере. Дважды занимал пост президента Джорджтаунского университета и основал ряд учебных заведений в Нью-Йорке и Бостоне.
Родившись в Мэриленде, вступил в Союз Иезуитов и начал служение ордену в церкви Святого Питера на Манхэттене. Затем занял должность пастора в Старой церкви Святого Патрика а затем как диакон и администратор в Архиепархии Нью-Йорка.
В 1817 году в первый раз стал президентом Джорджтаунского университета и через несколько месяцев был призван решить долгий раскол в Католической церкви святой Марии, Чарлстон. До 1822 года оставался викарием архиепархии Балтимора а затем снова занял пост президента Джорджтаунского университета.посвещения
В 1825 году стал ординарием архиепархия Бостона во время роста католического населения города из-за иммиграции американских ирландцев. Во время приходского конфликта, Фенвик наложил интердикт на посещение бостонской церкви.

## Биография

### Ранние годы
Бенедикт Джозеф Фенвик родился 3 сентября 1782 года в поместье Бивердем города Леонардтаун в семье Джорджа Фенвика II и Маргарет Фенвик. Предки по отцовской линии происходили из Нортамберленда, Северо-Восточная Англия. Прапрапрадедушка Бенедикта эммигрировал в Америку в составе экспедиции кораблей Ark и Мэриленд и был одним из первых поселенцев католиков в Мэриленде. Старший брат Енох Фенвик стал известым иезуитом а двоюродный брат Эдвард входил в монашеский орден доминиканцы и архиепархию Цинциннати.
После переезда из Леонардтауна в Джорджтаун (Вашингтон) был зачислен в Джорджтаунский колледж. В 1801 году, после посвещения стал изучать богословие и был удостоен высших наград университета. После окончания колледжа, был назначен профессором и занимал этот пост до 1805 года.
В том же год, поступил в семинарию Святой Марии но спустя год оставил обучение и вступил в Союз Иезуитов который был восстановлен в США после изгнания и вместе со своим братом стал одним из шести первых новициатов ордена. 12 марта 1808 года прошел обряд таинства в архиепархию Балтимора.